# Promeca nobilis
Promeca nobilis är en insektsart som beskrevs av Max Beier 1954. Promeca nobilis ingår i släktet Promeca och familjen vårtbitare. Inga underarter finns listade i Catalogue of Life.